# Altice Europe
Altice (anciennement Altice N.V., puis Altice Europe N.V., aujourd'hui Altice Group Lux Sàrl, ou Altice Luxembourg S.A.) est un groupe multinational présent dans les télécommunications, les contenus, les médias, le divertissement et la publicité.
Le 7 janvier 2021, les actionnaires d'Altice Europe N.V. approuvent le rachat par Patrick Drahi, via sa holding personnelle Next Private B.V., de l'ensemble des activités du groupe, avant un retrait d'Altice Europe de la bourse d'Amsterdam le 26 janvier suivant,. Le 27 janvier 2021, la société Altice Europe N.V. est dissoute dans le cadre d'une fusion triangulaire et ses activités transférées à New Altice Europe B.V. (devenue depuis Altice Group Lux Sàrl), filiale de Next Private B.V., une holding personnelle de Patrick Drahi,.
Au 6 mars 2025, l'ensemble "Altice" est éclaté en plusieurs entités :
- Patrick Drahi (via ses holdings Next Alt, Next Luxembourg ou Next Private)
  - contrôle Altice Group Lux Sàrl et/ou Altice Luxembourg S.A.
    - détient 55 % dans Altice France S.A. (SFR, Coriolis, etc.)
    - détient 91,33 % dans Altice International S.à r.l. (Altice Portugal, Altice Dominicana, etc.)

  - détient 12,3 % et contrôle Altice USA, Inc. (Optimum, Altice Mobile, News 12, etc.)

Le groupe, qui a racheté de nombreux câblo-opérateurs, opérateurs de télécommunications et entreprises de communications, est présent dans quatre pays dont la France (y compris en outre-mer aux Antilles, en Guyane et dans l'océan Indien), Israël, le Portugal et la République dominicaine. Il a possédé également des actifs en Belgique et au Luxembourg avant la vente de SFR Belux, en Suisse avant la cession de ses activités télécoms et centre de données, mais aussi aux États-Unis avant la scission avec Altice USA. Il était entre 2022 et 2024 le premier actionnaire de British Telecom.
Patrick Drahi est le cofondateur du groupe, dont les différentes entités qui se sont succédé ont été de droit néerlandais, puis luxembourgeois, dont l'une, a été cotée à la bourse d'Amsterdam. Il détenait 95,3 % du capital d'Altice Europe N.V., à travers sa holding personnelle Next Private B.V.,.
En 2015, le groupe emploie plus de 30 000 personnes pour un chiffre d'affaires de 14 milliards d'euros, une capitalisation boursière d'environ 30 milliards d'euros (elle n'est que de 5,7 milliards d'euros en janvier 2014 lors de son IPO) et une dette nette de 33 milliards d'euros.
Le groupe a réalisé 36 milliards d'euros d'acquisitions en 18 mois depuis 2014, en ayant majoritairement emprunté cet argent, grâce aux mécanismes du LBO. Grâce à cela, le groupe a pu connaître une très forte croissance mais se situe à un niveau d'endettement considéré comme très élevé (ratio dette/EBITDA de 4,9 à la suite de l’acquisition de Suddenlink).

## Histoire
Patrick Drahi crée l'entreprise au Luxembourg, en mai 2001. La holding s'est constituée simultanément dans plusieurs régions du monde, et progressivement par le rachat, et l'intégration, de réseaux de communication, avant de créer de nouvelles entreprises. En France métropolitaine, Est Vidéocommunication est son premier achat en 2002. Puis en moins de quatre ans, 99 % du marché français du câble est agrégé avec Numericable, Noos, France Télécom Câble, TDF Câble et UPC France.
En 2007, l'opérateur français de fibre optique Completel rejoint le groupe. La même année, le fonds d'investissement Altice IV, détenu par la société panaméenne Jenville, prend des participations dans plusieurs chaînes thématiques : Ma Chaîne Sport, Vivolta, ShortsTV et Newslux qui édite à partir de 2013 la chaîne d'information en continu i24news.
En Europe occidentale, le groupe s'étend au Benelux avec Coditel en 2003, au Portugal avec Cabovisão et Oni Telecom en 2013. En Israël, le câblo-opérateur Hot devient filiale du groupe en 2009.
Outre-mer, ses filiales regroupent aux Antilles et en Guyane françaises, Numericable, qui commercialise les produits de Martinique TV Cable et World Satellite Guadeloupe à partir de 2008, ainsi qu'Outremer Telecom à partir de 2013, à Maurice, OMT Limited et City-Call, à La Réunion et Mayotte, et Mobius Technology en 2013, et en République dominicaine, Tricom et Orange Dominicana en 2014.
En Afrique australe, des participations sont prises dans l'opérateur Wananchi.
En 2014, introduction à la bourse d'Amsterdam.

### Acquisition de différents opérateurs
Le groupe est introduit en bourse à Amsterdam le 31 janvier 2014.
Le 5 avril 2014, le groupe Vivendi annonce la cession à Altice, pour 13,5 milliards d'euros, de SFR, second opérateur de télécommunications français, présent en métropole, à la Réunion et à Mayotte. Le 27 octobre 2014 l'Autorité de la Concurrence annonce qu'Altice doit céder l'activité mobile de Outremer Telecom (Only) à la Réunion et à Mayotte pour ne pas altérer la concurrence dans cette zone.
En décembre 2014, Altice achète Portugal Telecom à Pharol, pour une somme de 7,4 milliards d'euros.
En février 2015, Altice annonce son intention d'acquérir les 20 % d'actions qui appartiennent encore à Vivendi, dans l'ensemble Numericable-SFR, pour un montant de 3,9 milliards d'euros.
Le 20 mai 2015, Altice annonce le rachat de 70 % des parts de l'opérateur de télévision par câble américain Suddenlink Communications. Avec cette acquisition, Altice « entre sur le grand et attractif marché du câble américain et franchit une nouvelle étape dans la diversification et l'équilibrage de son portefeuille d'activités ».
Le 21 juin 2015, Altice annonce une offre publique d'achat sur Bouygues Telecom pour 10 milliards d'euros. Le 23 juin 2015, Martin Bouygues annonce que la proposition de rachat a été refusée à l'unanimité par le conseil d'administration de Bouygues Télécom.
En juillet 2015, Alain Weill et Altice acquièrent NextRadioTV à travers une nouvelle structure appelée News Participation détenue à 51 % par Alain Weill et à 49 % par Altice. En parallèle, une seconde société est créée sous le nom de Altice Content, détenue en majorité par Altice et à 24 % par Alain Weill. Pour financer cette opération, Altice prévoit de faire une augmentation de capital de 200 millions d'euros et d'émettre une obligation de 600 millions d'euros.
Le 10 août 2015, Altice annonce le transfert de son siège social de Luxembourg à Amsterdam, et adopte une nouvelle structure capitalistique visant à doter le groupe de nouveaux moyens d’acquisition. En septembre 2015, Altice vend les activités portugaises ONI et Cabovisao au fonds d'investissement Apax.
Le 17 septembre 2015, Altice annonce le rachat pour 17,7 milliards de dollars (15,7 milliards d'euros), dette comprise, du quatrième câblo-opérateur américain Cablevision. Cette opération lui permet d'acquérir 3,1 millions d'abonnés répartis dans les États de New York, du New Jersey, du Connecticut et de la Pennsylvanie. Il acquiert également News 12, une chaîne d’informations, Newsday, un journal, et am New York, un journal gratuit, tous les trois centrés sur l'agglomération de New York. Dans le cadre de cette transaction, BC Partners et Canada Pension Plan Investment Board, doivent prendre à terme une participation de 30 % dans Cablevision, comme ils l'ont également fait dans Suddenlink.
En décembre 2015 et en janvier 2016, News Participation acquiert les actifs que détient Alain Weill dans NextRadioTV ; à la suite de cet accord, News Participation détiendra une participation majoritaire dans NextRadioTV. En avril 2016, la prise de contrôle des activités dans les médias par SFR (Altice Media Group, NextRadioTV) est annoncée, sous le nom de SFR Médias, filiale dirigée par Alain Weill. Dans le même temps, un bouquet de cinq chaînes de sport est annoncé, pour diffuser notamment les matchs de la Premier League anglaise de football, dont les droits ont été acquis par SFR, ainsi que de BFM Sport, une chaîne d'information sportive s'appuyant sur les équipes de RMC Sport, ainsi que de BFM Paris, une chaîne d'information locale en Île-de-France. Une série télévisée et une application kiosque pour les titres de presse du groupe sont également prévues.
En juin 2016, alors que la presse annonce que SFR Telecom a perdu un million d’abonnés en un an et qu'elle accuse une perte trimestrielle de 41 millions d’euros au premier trimestre 2016, elle pointe également du doigt l'importance de l'endettement du groupe estimé à 50 milliards. Pour l'économiste du sport Jean-Pascal Gayant, « cela ressemble beaucoup à une bulle financière, une fuite en avant ». Cet endettement appuyé en partie sur la banque BNP Paribas a suscité les commentaires d'hommes politiques comme Michel Sapin. Dès 2015, les agences de notation attribuent aux titres d'Altice les notes B+ et Ba3 ce qui la range dans la catégorie spéculative.
Le même mois, Patrick Drahi cède la présidence d'Altice à l'Américain Dexter Goei. Michel Combes accède à cette occasion au poste de directeur général du groupe.
Le 5 septembre 2016, Altice annonce son intention d'acquérir les parts qu'elle ne détient pas dans SFR Group soit 22,25 % avec une offre publique d'échange volontaire de huit nouvelles actions ordinaires Altice NV de catégorie A, pour cinq actions SFR Group apportées. Début octobre 2016, l'Autorité des marchés financiers s'oppose à l'opération. Malgré tout, Altice annonce l'achat, hors marché, de 5,21 % d'actions de SFR Group, contrôlant ainsi 82,94 % du capital de l'opérateur. En novembre 2016, l'Autorité de la concurrence inflige une amende de 80 millions d'euros à Altice, accusé d'avoir commencé une opération de fusion avant d'obtenir son autorisation.
En décembre 2016, Altice vend ses activités en Belgique et au Luxembourg, regroupées sous la marque SFR Belux, qui comprend 110 000 clients, pour 400 millions de dollars (358 millions d'euros) à Telenet Group. Le même mois, Altice finalise l'achat de 65 % du capital d'Intelcia, un opérateur de centres d'appels.
En mars 2017, Altice annonce le rachat de l'entreprise Teads, spécialisée dans la vidéo publicitaire en ligne.
En mai 2017, Altice annonce le lancement de sa chaîne de cinéma et de séries à destination des familles, SFR Studio, pour la fin de l'été.
Également en mai 2017, Patrick Drahi annonce la réunification, sous la marque unique Altice, de tous ses actifs dont les opérateurs télécoms SFR, Optimium (Cablevision) et Suddenlink aux États-Unis, Portugal Telecom ainsi que Hot en Israël. Cette transformation devrait être effectuée d'ici fin juin 2018. La holding financière Altice, créée par Patrick Drahi pour chapeauter ses actifs, disparaîtra également. La marque Altice se dote par ailleurs à cette occasion d'un nouveau logo.
En juin 2017, Altice signe un accord avec Netflix afin d'étendre son offre de contenu.
Altice a annoncé le 21 juin 2017 que sa filiale américaine Altice USA place 63 943 029 actions ordinaires de catégorie A au prix unitaire de 30 dollars dans le cadre de son introduction en bourse (IPO). À ce prix, dans le haut de la fourchette indicative qui varie de 27 à 31 dollars, Altice USA a levé 1,9 milliard de dollars (1,7 milliard d'euros). C'est la deuxième plus grosse IPO de l'année aux États-Unis et elle valorise l'entreprise à quelque 22 milliards de dollars (19,7 milliards d'euros).
En juillet 2017, Altice annonce l'acquisition de Media Capital, entreprise portugaise consacrée aux médias, qui possède en particulier TVI, auprès de Prisa, pour environ 440 millions d'euros.
Le 10 août 2017, Altice annonce son intention d'acquérir en septembre l'ensemble des actions restantes de SFR, pour retirer ce dernier de la cotation, alors qu'il en possède à ce moment-là environ 95 %. Le 4 septembre 2017, une offre publique de retrait suivie d’un retrait obligatoire sur SFR Group est déposée par Altice auprès de l'AMF au prix de 34,50 euros par action. Le 9 octobre 2017, Altice procède au retrait de la cote de SFR à la suite du rachat des actions qu'il ne détenait pas encore.
Patrick Drahi détient, en 2017, 58 % de cette entreprise de droit luxembourgeois, cotée à la bourse d'Amsterdam via la société Next, établie à Guernesey.

### Réorganisation
En novembre 2017, après la publication de résultats contrastés, et une chute de 35 % en bourse, Altice renouvelle totalement son organisation avec la démission du directeur général du groupe et PDG de SFR Michel Combes. Patrick Drahi, qui disparaît progressivement de l’organigramme d’Altice, revient aux commandes en tant que président. Dexter Goei, qui supervise la filiale américaine d'Altice, devient le numéro deux du groupe et son directeur général. Armando Pereira, co-actionnaire et cofondateur d’Altice avec Patrick Drahi devient directeur opérationnel de l’activité télécom du groupe. Alain Weill, qui supervise les activités médias de SFR, devient lui PDG de la totalité des activités de SFR Group,. Pour la journaliste Martine Orange : « L’empire Drahi se retrouve confronté aujourd’hui à une réalité qu’il n’a cessé de fuir : la réalité opérationnelle du groupe n’est pas au rendez-vous de ses paris financiers. Ses montagnes de dettes l’empêchent de saisir tout développement et toute croissance, tout l’argent étant mobilisé pour honorer les créanciers. » La Tribune évoque un « effondrement » du groupe en bourse et souligne qu'en douze jours ce sont « plus de 10 milliards d'euros de capitalisation boursière qui sont partis en fumée ». Pour faire face à ce « calvaire boursier », Altice annonce fin novembre 2017 la cession à InfraVia Capital Partners de Green.ch et Green Datacenter, deux entreprises suisses, spécialisées dans la télécommunication professionnelle et les centres de données, pour une valeur de 214 millions de francs suisses (environ 186 millions d'euros). L'opération est finalisée en février 2018.
En novembre 2017, les actifs d'Altice en République dominicaine, Orange Dominicana et Tricom, rachetés en 2013 respectivement à Orange pour 1,4 milliard de dollars et à Hispaniola Telecom pour 400 millions de dollars, fusionnent pour devenir Altice Dominicana.
Le 3 novembre 2017, le groupe « Altice International » (Israël, Portugal, etc.) a décidé de vendre la holding « Altice Blue Two » à SFR Group afin de réunir toutes les activités France (Métropole et Outre-Mer),.
Le 8 janvier 2018, Altice annonce une réorganisation du groupe avec la scission d'une part des activités américaines (Altice USA), dirigées par l'Américain Dexter Goei (en) et des activités européennes d'autre part, rebaptisées « Altice Europe » et dirigées par le Néerlandais Dennis Okhuijsen. Les deux entreprises auront en commun leur actionnaire de contrôle, Patrick Drahi, qui présidera les deux entités. Cette opération, devant se conclure avant la fin du premier semestre 2018, a notamment pour but de rassurer les investisseurs : Altice obtiendra 900 millions d'euros d'Altice USA qui versera un dividende d'1,5 milliard de dollars, afin notamment de réduire sa dette.
Altice Europe se réorganisera en trois entités : Altice France (SFR Group), Altice International et une nouvelle filiale de télévision payante :
- Altice France : SFR Télécom, SFR Média (NextRadioTV et Presse), les territoires français d'outre-mer (SFR Caraïbe et SFR Réunion), Altice Technical Services France et les services clientèles d'Intelcia.
- Altice International : Altice Portugal, Hot (en Israël), Altice Dominican Republic, Teads et Altice Technical Services Europe (autre que la France).
- Altice Pay TV : la division Altice Content, les principaux droits sportifs (dont la Ligue des Champions et la Premier League anglaise), et d'autres droits de contenu premium (dont Discovery et NBCUniversal).

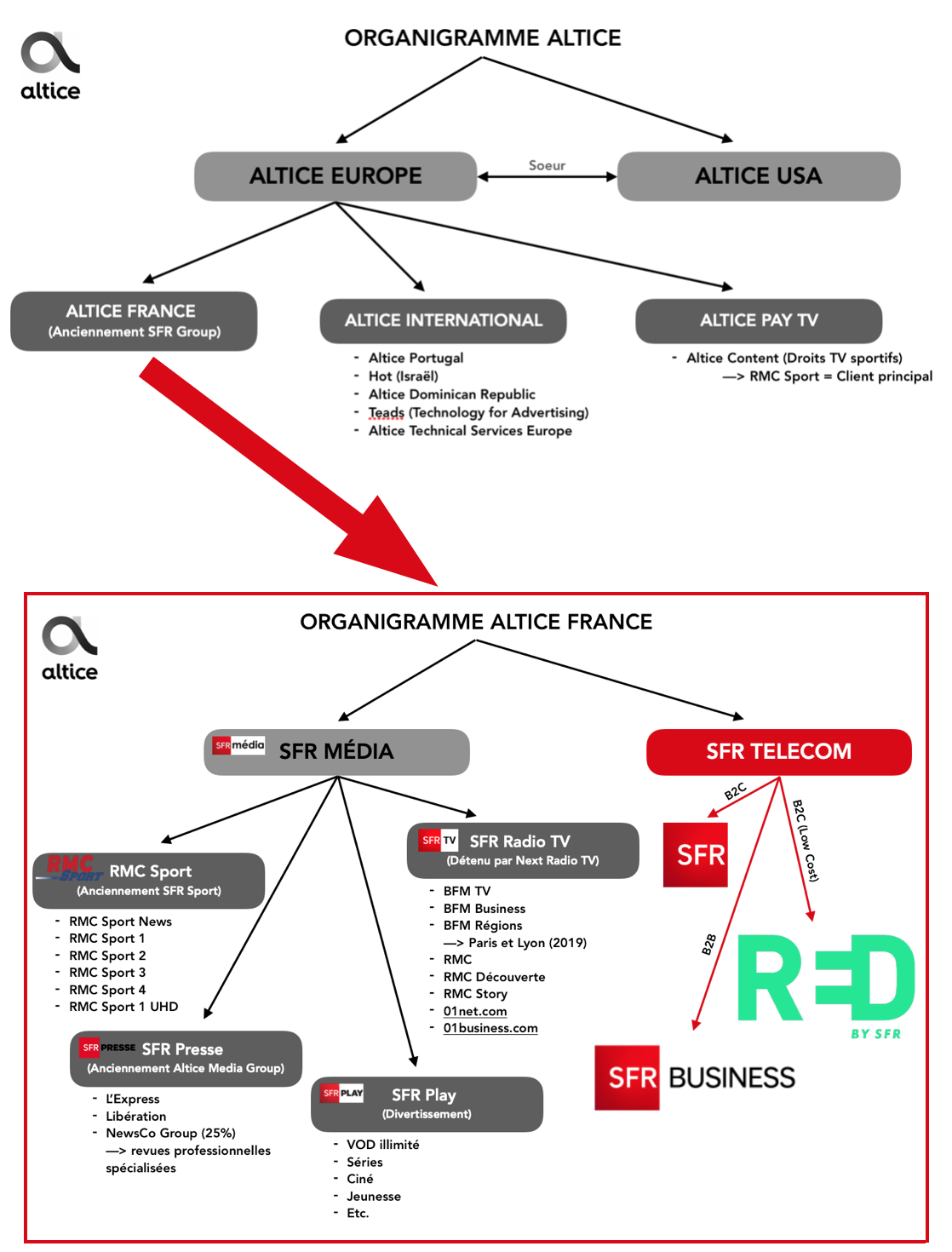
Synthèse de l'organigramme de Altice France et Europe datant de 2018.

En mars 2018, Altice est entré en négociations exclusives avec le groupe Tofane Global pour la vente de sa filiale Altice International Wholesale (AIW), regroupant les services inter-opérateurs internationaux du groupe en France, au Portugal et en République dominicaine. Cette vente est finalisée en septembre 2018.
En mars 2018, Portugal Telecom devient Altice Portugal tout en gardant ses marques commerciales.
La séparation entre Altice et Altice USA est finalisée le 8 juin 2018. Le changement de nom d'Altice, en Altice Europe, est effectif à la Bourse d'Amsterdam le 12 juin.
En juin 2018, Altice Europe renonce au rachat du groupe de médias portugais Media Capital annoncé en juillet 2017, à la suite des réserves de l'Autorité portugaise de la concurrence (pt) qu'Altice n'a pas voulu corriger. Le même mois, Altice Europe vend partiellement 10 000 pylônes de son réseau mobile en France, via la reprise de 49,99 % de la future filiale SFR TowerCo par le fonds KKR. Altice Europe et KKR annonce en décembre 2018 la création d'Hivory, société indépendante de tours de télécommunication, qui fait suite à la finalisation de l'opération en juin. Au Portugal, Altice vend également ses pylônes via la reprise de 75 % de la future filiale Towers of Portugal (ToP) par un consortium entre la banque américaine Morgan Stanley et le fonds sud-africain Horizon Equity Partners, pour un total de 2,5 milliards d'euros, cette dernière cession est finalisée le 4 septembre 2018. En juillet, c'est au tour de sa filiale en République dominicaine de vendre ses tours en annonçant avoir trouvé un accord en vue de la cession totale de sa filiale de tours de télécommunications en République dominicaine, Teletorres del Caribe, avec l'Américain Phoenix Tower International pour environ 170 millions d'euros. Cette cession est finalisée le 3 octobre 2018. En août, Altice lance un processus de vente partielle de son réseau de fibre optique afin de financer le déploiement de cinq millions de prises de fibre optique dans les zones moyennement denses en France.
En novembre 2019, Altice annonce l'acquisition de Covage, entreprise française spécialisée dans la fibre pour les entreprises, pour 1 milliard d'euros. En décembre 2019, Altice annonce la vente d'une participation de 50 % dans son réseau internet terrestre au Portugal pour 2,3 milliards d'euros à Morgan Stanley Infrastructure Partners.
En septembre 2020, Patrick Drahi annonce l'acquisition des participations qu'il ne détient pas dans Altice Europe, pour 2,5 milliards d'euros, pour supprimer ce dernier de sa cotation boursière.
Fin janvier 2021, l'OPA de Patrick Drahi lui permet d'obtenir 92,02 % du capital d'Altice Europe, grâce à une opération coûtant 3,1 milliards d'euros.
En juin 2021, Patrick Drahi annonce qu'il est devenu le premier actionnaire de British Telecom avec 12,1 % du capital acquis pour 2,5 milliards d'euros. En décembre, sa participation monte à 18 % du capital, ce qui suscite des inquiétudes en termes d'indépendance nationale au sein du gouvernement britannique.
En juillet 2023, Armando Pereira, l'un des plus anciens associés de Patrick Drahi, est mis en examen au Portugal pour des faits de corruption.
En janvier 2024, faisant suite à l'arrestation d'Armando Pereira quelques mois plus tôt, Alexandre Fonseca, pourtant pas visé par l'enquête pour corruption, annonce son départ d'Altice.
En août 2024 Altice revend sa participation de 24,5% dans le groupe britannique British Telecom au groupe de télécoms indien Bharti Airtel. Le total de la transaction se monte à 3,5 milliards d'euros.

## Évolution du logotype

Ancien logo, jusqu'en mai 2017.
Logo actuel, depuis mai 2017.

## Activités

### Acquisitions dans les télécoms
- 2002 :
  - Est Vidéocommunication
- 2003 :
  - Coditel (devenu Numéricable, puis SFR Belux, cédé en 2016)
- 2002-2007 :
  - Numericable
  - Noos
  - France Telecom Câble
  - TDF Câble
  - UPC France
- 2007
  - Completel
- 2008 :
  - Le Câble, qui commercialise les produits de Martinique TV Cable et World Satellite Guadeloupe
  - Valvision[85]
- 2009 :
  - Hot
- 2013 :
  - Cabovisão (cédé en janvier 2016)
  - Oni Telecom (cédé en 2015)
  - Outremer Telecom (cédé partiellement en 2015)
  - Izi
  - Mobius Technology
  - Tricom (devenu Altice Dominicana en novembre 2017)
  - Orange Dominicana (devenu Altice Dominicana en novembre 2017)
- 2014 :
  - SFR
  - Virgin Mobile (France)[86]
  - Portugal Telecom[87] (devenu Altice Portugal en mars 2018)
- ? :
  - Green.ch (filiale revendue en décembre 2017 à la société d'investissement InfraVia Capital Partners)
  - OMT Limited
  - City-Call
  - Wananchi
- 2015 :
  - Suddenlink (70 %)
- 2016 :
  - Cablevision
  - ERT Group
  - Intelcia

### Médias
- 2007 : prise de participation dans Groupe MCS TV, Vivolta, ShortsTV, Newslux
- 2014 : rachat du reste des parts dans Groupe MCS TV et Kombat Sport.
- 2015 : Libération, NextRadioTV (37,77 % du capital et 48,59 % des droits de vote), groupe L'Express (Studio Ciné Live, L'Express, L'Expansion, L'Étudiant…) et création du groupe Altice Media Group.
- 2016 : revente de Altice Media Group et NextRadioTV à SFR Group.
- 2017 : Altice annonce le lancement de la chaîne SFR Studio, qui s'appellera finalement « Altice Studio », dédiée aux séries et au cinéma[46].

### Présence dans le monde
Altice possède de nombreuses filiales de télécommunications dans différents pays.
| Pays                   | Opérateur              | Participation | Propriétaire                    |
| Émirats arabes unis    | STR                    | 100 %         | Altice France                   |
| France                 | SFR Télécom            | 100 %         | Altice France                   |
| Guadeloupe             | SFR Caraïbe            | N/A           | Altice France (Altice Blue Two) |
| Guyane                 | SFR Caraïbe            | N/A           | Altice France (Altice Blue Two) |
| Martinique             | SFR Caraïbe            | N/A           | Altice France (Altice Blue Two) |
| La Réunion             | SFR Réunion            | 100 %         | Altice France (Altice Blue Two) |
| Mayotte                | SFR Réunion            | 100 %         | Altice France (Altice Blue Two) |
| Israël                 | Hot                    | 100 %         | Altice International            |
| Portugal               | Altice Portugal        | 100 %         | Altice International            |
| République dominicaine | Altice Dominicana (en) | 100 %         | Altice International            |

## Actionnaires
| Nom           | %      |
| ------------- | ------ |
| Patrick Drahi | 92,02% |
| Flottant      | 7,98%  |

| Nom                               | Actions     | %     |
| --------------------------------- | ----------- | ----- |
| Patrick Drahi                     | 421 464 912 | 27,1% |
| Altice Europe N.V.                | 366 033 645 | 23,5% |
| Capital Research & Management     | 145 149 947 | 9,34% |
| Dodge & Cox                       | 59 415 383  | 3,82% |
| Carmignac Gestion                 | 46 544 593  | 2,99% |
| Capital Research & Management     | 20 676 253  | 1,33% |
| Alain Weill                       | 20 024 344  | 1,29% |
| DNCA Finance                      | 17 864 041  | 1,15% |
| Capital International             | 16 758 527  | 1,08% |
| Norges Bank Investment Management | 14 946 977  | 0,96% |

## Organisation

### Direction
- Patrick Drahi, président du conseil d'administration[91],[92]
- A4 SA représenté par Dennis Okhuljsen, vice-président
- Natacha Marty, secrétaire général
- Jurgen van Breukelen, administrateur indépendant non-exécutif, président du conseil
- Thierry Sauvaire, administrateur indépendant non-exécutif
- Philippe Besnier, administrateur indépendant non-exécutif
- Nicolas Paulmier, administrateur non-exécutif

### Résultats financiers
En 2017, Altice a réalisé un chiffre d'affaires de 23,425 milliards d'euros, en hausse de 0,6 % par rapport à 2016. La dette d'Altice s'affiche à 49,3 milliards d'euros fin 2017 Selon les documents consultés par Reflets, StreetPress et Blast, l’endettement du groupe avoisinait plutôt les 70 milliards en 2019.
Moody's décerne par exemple en juin 2022 un B2 avec perspective négative pour Altice International S.a.r.l ce qui correspond à des « junk bonds » (ou « obligations pourries », en français). L’agence de notation note néanmoins le fait que l’entreprise dispose de liquidités adéquates et qu’elle n’a pas d’échéances importantes pour sa dette jusqu’en 2025. Altice International S.a.r.l avait un free cash flow (FCF) de -502 millions en 2018, de -32 millions en 2019, de +34 millions en 2020, de -78 millions en 2021. Il devrait repasser en positif à 79 millions en 2022 ce qui la rend très exposée à une augmentation des taux de la dette.

## Attaque informatique et "DrahiLeaks"

### Piratage de données
Début août 2022, le groupe est victime d'un piratage de ses données par rançongiciel de la part de Hive, un groupe de hackers russes, qui met en ligne des centaines de milliers de documents piratés à Altice. Interpellé à ce sujet le 25 août par MagIT qui publie une page de la plateforme Hive où des milliers de documents sont en libre accès, le groupe confirme la cyberattaque, tout en précisant qu'elle est d'une portée limitée, « le périmètre Altice France - SFR [n’étant] pas impacté par ce rançongiciel », et qu’« aucune donnée sensible n’a été compromise, en particulier les données des clients, les données des partenaires commerciaux ou les données relatives à [ses] partenaires financiers ». Une partie des données est exploitée par le site d'information Reflets, qui publie un premier article le 5 septembre sur le train de vie de Patrick Drahi et sa famille, et en justifie l'intérêt public par la question sociétale que pose de telles disparités avec le sort commun. Selon Reflets, cette attaque est un coup dur en termes d'image pour le groupe, alors qu'une filiale de SFR venait juste de lancer la promotion de services de sécurité informatique destinés à lutter contre les piratages, dont ransomwares et exfiltration de données. Dans un autre article faisant partie d'un dossier sur cette cyberattaque, Reflets s'interroge sur l'apparente absence de réaction d'Altice en termes de sécurisation des codes, identifiants, mots de passe et autres données sensibles diffusées, dont l'exploitation à des fins malhonnêtes pourrait être très aisée.
Alors que, auditionné par les sénateurs en février 2022, Patrick Drahi avait déclaré avoir « sauvé Libération », les documents révèlent qu'au contraire, le rachat du quotidien cache « une opération immobilière ultra-rentable ».

### Procès
En réaction, le groupe assigne le site Reflets en référé devant le Tribunal de commerce, et demande, au nom du secret des affaires, la suppression de trois articles et l'interdiction d'en écrire d'autres sur le sujet, ce qui est analysé comme une atteinte à la liberté de la presse,. Le 6 octobre, le tribunal de commerce ordonne à Reflets de ne pas publier à nouveau sur l'affaire. Cette décision est annulée par la cour d'appel de Versailles le 19 janvier 2023.